# Lantanoidna kontrakcija
Lantanoidna kontrakcija je izraz, ki se uporablja v kemiji za opis zmanjšanja ionskih polmerov lantanoidov, elementov z vrstnimi števili od 58 (cerij) do 71 (lutecij). Ionski polmeri lantanoidov so manjši od pričakovanih in manjši od polmerov elementov, ki se začenjajo z vrstnim številom 72 (hafnij). Izraz je vpeljal norveški geokemik Victor Moritz Goldschmidt v svojem delu "Geochemische Verteilungsgesetze Der Elemente" (Geokemijska zakonitost porazdeitve elementov).
| Element                                  | Ce        | Pr     | Nd     | Pm     | Sm     | Eu     | Gd        | Tb     | Dy      | Ho      | Er      | Tm      | Yb      | Lu         |
| ---------------------------------------- | --------- | ------ | ------ | ------ | ------ | ------ | --------- | ------ | ------- | ------- | ------- | ------- | ------- | ---------- |
| Elektronska konfiguracija atoma          | 4f15d16s2 | 4f36s2 | 4f46s2 | 4f56s2 | 4f66s2 | 4f76s2 | 4f75d16s2 | 4f96s2 | 4f106s2 | 4f116s2 | 4f126s2 | 4f136s2 | 4f146s2 | 4f145d16s2 |
| Elektronska konfiguracija Ln3+           | 4f1       | 4f2    | 4f3    | 4f4    | 4f5    | 4f6    | 4f7       | 4f8    | 4f9     | 4f10    | 4f11    | 4f12    | 4f13    | 4f14       |
| Ionski polmer Ln3+ (pm) (koordinacija 6) | 102       | 99     | 98,3   | 97     | 95,8   | 94,7   | 93,8      | 92,3   | 91,2    | 90,1    | 89      | 88      | 86,8    | 86,1       |

## Vzrok
Vzrok za kontrakcijo je slaba zaščita naboja jedra, ki jo dajejo 4f elektroni.
V atomih z enim samim elektronom je povprečna razdalja med elektronom in  jedrom določena s podorbitalo, kateri elektron pripada. Razdalja z naraščajočim nabojem jedra pada, kar ima za posledico zmanjšanje atomskega polmera. V atomih z več elektroni je zmanjševanje polmera z naraščanjem naboja jedra tudi delna posledica naraščanja elektrostatskih odbojev med elektroni. To se še zlasti kaže v tako imenovanem  "zaščitnem učinku": ko se elektroni nalagajo na zunanje orbitale, jih že prisotni notranji elektroni ščitijo pred nabojem  jedra, tako se njihov vpliv na naboj jedra zmanjša. Zaščitni učinek, ki ga povzročajo notranji elektroni, pada v zaporedju s > p > d > f. Atomski polmeri običajno še zlasti padajo, ko se v periodi polnijo notranje podorbitale. Pojav je zato posebno izrazit pri lantanoidih, pri katerih se polni podorbitala 4f, ki ni posebno učinkovita pri ščitenju elektronov na zunanji 5. in 6. ovojnici. Takšen zaščitni učinek  ne more prav veliko vplivati na zmanjšanje atomskega polmera, ki ga povzroča naraščajoči naboj jedra, kar povzroči lantanoidno kontrakcijo. Ionski polmeri se zmanjšajo od 102 pri ceriju(III) do 86,1 pri luteciju(III). 
Okrog 10% lantanoiidne kontrakcije se pripisuje relativističnim učinkom.

## Posledice
Vplive naraščajočega privlaka elektronov zunanje ovojnice po periodi lantanoidov lahko razdelimo na vplive na same lantanoide, med katere spada zmanjšanje ionskih polmerov, in vplive na po-lantanoidne elemente.    

### Vpliv na lantanoide
Ionski polmeri lantanoidov padajo od 103 pm (La3+) do 86 pm (Lu3+).
V lantanoidni skupini elektroni polnijo podorbitalo 4f. Podorbitala 4f je prva podorbitala f znotraj polnih podorbital 5s in 5p, pri nevtralnih atomih pa tudi znotraj polne podorbitale 6s. Podorbitala 4f je umeščena blizu atomskega jedra, zato ima majhen vpliv na kemijske vezi. Manjšanje atomskih in ionskih polmerov zato ne vpliva na kemijo lantanoidov. 
Ločevanje lantanoidov na kemični osnovi bi bilo brez kontrakcije izjemno težko, po drugi strani pa je ravno zaradi te lastnosti ločevanje prehodnih elementov iz 5. in 6. periode iste skupine precej težavno. 
Značilni splošni trendi so naraščanje Vickersove trdote, Brinellove trdote, gostote in tališča od cerija do lutecija. Najbolj opazna izjema je iterbij. Lantanoid z največjo trdoto, gostoto  in najvišjim tališčem je lutecij. 

### Vpliv na po-lantanoide
Lantanoidna kontrakcija ima velik pliv tudi na elemente, ki v periodnem sistemu sledijo lantanoidom. Polmeri prehodnih kovin iz 6. periode so manjši kot bi pričakovali, če ne bi bilo lantanoidov in so zelo podobni polmerom prehodnih elementov iz 5. periode. Vpliv dodatne elektronske ovojnice se namreč zaradi lantanoidne kontrakcije skoraj v celoti izniči.
Značilen primer vpliva kontrakcije sta cirkonij in hafnij. Atomski polmer cirkonija, ki spada v 5. periodo, je 159 pm, hafnija iz 6. periode pa 156 pm. Ionski polmer Zr4+ je 79 pm, Hf4+ pa 78 pm. Polmeri so zelo podobni celo ko število elektronov narašča od 40 do 72, pri čemer relativna atomska masa zraste z 91,22 na 178,49 Da. Naraščanje atomske mase pri nespremenjenem polmeru povzroči strmo naraščanje gostote s 6,51 na 13,35 g/cm3. 
Cirkonij in hafnij imata zaradi skoraj enakih polmerov in elektronskih konfiguracij zelo podobne kemijske lastnosti. Podobne so tudi lastnosti, ki so odvisne od polmera, na primer mrežne energije, solvatacijske energije in konstante stabilnosti kompleksov. Hafnij se zaradi teh podobnosti pojavlja samo skupaj z mnogo bolj razširjenim cirkonijem. Odkrili so ga šele leta 1923, se pravi celih 134 let za cirkonijem, katerega so poznali že leta 1789.